# داگلاس هاج
داگلاس هاج (به انگلیسی: douglas hodge) متولد ۱۹۶۰، بازیگر و کارگردان تئاتر، تلویزیون و سینما و همچنین موسیقیدان انگلیسی است که در ایران بیشتر با سریال ناخوانده محصول ۱۹۹۷ به عنوان بازیگر شناخته می‌شود. وی به‌تازگی در نقش کوچکی از فیلم رابین هود به کارگردانی ریدلی اسکات و بازیگری راسل کرو نیز بازی کرده‌است.

## زندگی شخصی و خانوادگی
داگلاس هاج در سال ۱۹۶۰ در پلیموث در سواحل دوون انگلستان زاده شد. او یک برادر بزرگتر دارد که مدیر یک شرکت ساختمانی است. وی از همسرش تزا پیک جونز دو فرزند یک دختر متولد ۱۹۹۰ و یک پسر متولد سال ۲۰۰۱ دارد.

## فعالیت هنری
داگلاس در عرصه تئاتر موفقیتهای بزرگی را به دست آورده‌است.
هاج در سال ۱۹۸۵ وارد تلویزیون شد و پس از ایفای چند نقش کوتاه در سال ۱۹۸۹ توانست در دو سریال رفتار ناشایست و پایتخت در یکی از نقشهای اصلی ظاهر شود.
پس از ان در سال ۱۹۹۲ در نقش اصلی سریال جنایی مرموز انعکاس مرگبار به ایفای نقش پرداخت. آنگاه در سریال دیدگاه‌های انگلو ساکسون بازی کرد. پس از ان در سال ۱۹۹۴ در سریال مشهور میدل مارچ در یکی از نقشهای اصلی ظاهر شد.
شلیک کن. عزیز سایگون. بلیس. عشق واقعی از دیگر کارهایی این بازیگر در دهه نود میلادی بودند. وی در سال ۱۹۹۷ ایفاگر نقش استیو بلیک در سریال علمی تخیلی ناخوانده شد. قانون عروس روسی و سریال کلاه سرخ از دیگر کارهای این هنرمند بودند که وی ایفاگر یکی از نقشهای اصلی شد. وی در سال ۲۰۰۳ فیلم کوتاه ایستگاه ویکتوریا را کارگردانی نمود. او در فیلم صحنه‌های یک ماهیت جنسی و جاناتان بازی کرده‌است.